# Astyleiopus variegatus
Astyleiopus variegatus là một loài bọ cánh cứng trong họ Cerambycidae.